# 梅尔德里尼亚克
梅尔德里尼亚克（法語：Merdrignac，發音：[mɛʁdʁiɲak]）是法国阿摩尔滨海省圣布里厄区的一个市镇。2025年1月1日，市镇圣洛纳克并入梅尔德里尼亚克，成为了梅尔德里尼亚克的委派市镇。

## 地理
梅尔德里尼亚克（48°11'33"N, 2°24'52"W）面积68.70 平方千米，位于法国布列塔尼大區阿摩尔滨海省，该省份为法国西北部沿海省份，位于布列塔尼半岛北部，北濒大西洋英吉利海峡，西接菲尼斯泰尔省，南至莫尔比昂省，东临伊勒-维莱讷省。
与梅尔德里尼亚克接壤的市镇（或旧市镇、城区）包括：圣弗朗、梅里亚克、戈姆内、特雷莫雷勒、埃雷阿克、朗勒拉、梅内阿克、洛尔南、伊利福。
梅尔德里尼亚克的时区为UTC+01:00、UTC+02:00（夏令时）。

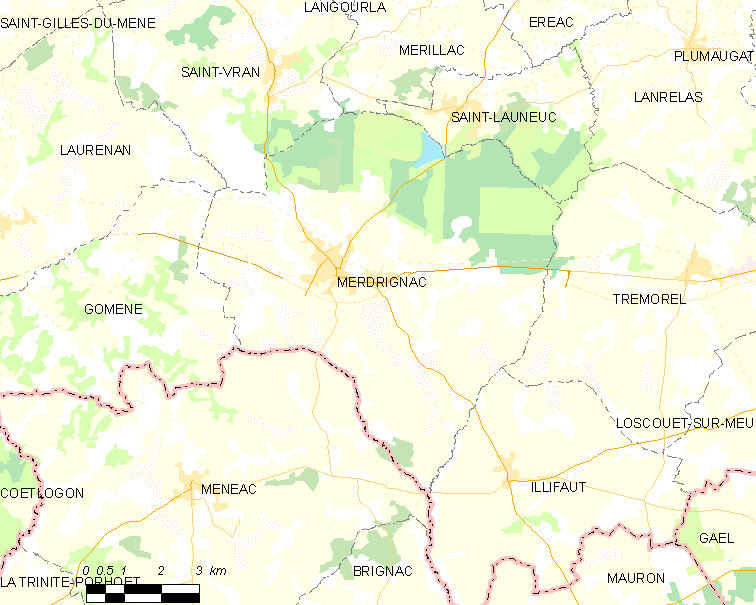
梅尔德里尼亚克的OSM定位图

## 行政
梅尔德里尼亚克的邮政编码为，INSEE市镇编码为22147。

## 政治
梅尔德里尼亚克所属的省级选区为布龙县。

## 人口

1962-2008年间梅尔德里尼亚克人口变化图示

梅尔德里尼亚克于2022年1月1日时的人口数量为3140人。